# Francis Mackenzie (1er baron Seaforth)
Pour les articles homonymes, voir Francis Mackenzie et Mackenzie.
Francis Humberston Mackenzie (9 juin 1754 - 11 janvier 1815) est un homme politique, soldat et botaniste britannique. Il est chef du Clan MacKenzie des Highlands, avec lequel il lève le célèbre 78e (Highlanders) régiment d'infanterie.

## Jeunesse
Mackenzie est le deuxième fils du major William Mackenzie (décédé le 12 mars 1770), qui est le fils de l'hon. Alexander Mackenzie, et le petit-fils de Kenneth Mackenzie (4e comte de Seaforth) . La mère de Francis est Mary, la fille et l'héritière de Matthew Humberston de Humberston, Lincolnshire.
À la mort de son frère aîné, le colonel Thomas Frederick Mackenzie Humberston en 1783, Francis Mackenzie devient le dernier héritier mâle des comtes de Seaforth . Vers l'âge de douze ans, François contracte la scarlatine, qui entraîne une surdité et la perte de presque toute sa capacité de parler. En conséquence, il est connu sous le nom de MacCoinnich Bodhar (Deaf Mackenzie en gaélique) .

## Carrière politique et militaire
De 1784 à 1790, et de nouveau de 1794 à 1796, Seaforth est député du comté de Ross.
En 1787, il offre de lever un régiment sur ses propres terres sous son commandement. Le gouvernement décline son offre patriotique mais accepte ses services pour recruter pour les 74e et 75e. Le 19 mai 1790, il renouvelle son offre, mais le gouvernement refuse de nouveau ses services. Lorsque la guerre éclate en 1793, il propose une troisième fois et une lettre de service lui est accordée, datée du 7 mars 1793, l'autorisant, en tant que lieutenant-colonel-commandant, à lever un Highland Battalion qui porterait le nom de 78th (Highlanders) Regiment of Foot .
Il est nommé Lord-lieutenant du Ross-shire et élevé à la pairie de Grande-Bretagne en tant que Lord Seaforth, baron Mackenzie de Kintail dans le comté de Ross le 26 octobre 1797. En 1798, il est nommé colonel du Ross-shire Regiment of Militia.
Seaforth est gouverneur de la Barbade de 1800 à 1806, période au cours de laquelle il réforme l'esclavage sur l'île, interdit le meurtre d'esclaves et réduit la discrimination officielle contre les Noirs libres. En tant que gouverneur de la Barbade, Seaforth nomme Thomas Moody, un expert en mathématiques, issu d'une famille impérialiste britannique distinguée, qui enseigne au Codrington College,, à une commission directe des Royal Engineers, où Moody entre comme lieutenant en 1806 . Seaforth est nommé lieutenant-général en 1808 .

## Vie professionnelle
En 1794, Seaforth est élu membre de la Royal Society pour ses contributions à la botanique. Le genre Seaforthia est nommé d'après lui. En 1795, il est élu membre de la Royal Society of Edinburgh, également en raison de ses contributions à la botanique : ses proposants sont Daniel Rutherford, Alexander Monro (secundus) et John Playfair. Il est également membre de la Linnean Society et directeur extraordinaire de la Highland Society .
En 1796, Mackenzie donne 1 000 £ à Thomas Lawrence en raison des difficultés financières de Lawrence. Lawrence peint plus tard un portrait en pied de la fille de Seaforth, Mary.
Lord Seaforth commande à Benjamin West le tableau "Le roi Alexandre III d'Écosse sauvé de la fureur d'un cerf par l'intrépidité de Colin Fitzgerald" .
Seaforth recouvre presque entièrement l'usage du langage, mais au cours des deux dernières années de sa vie, qu'il passe à pleurer la mort de ses quatre fils, il parle rarement .

## Famille
Mackenzie épouse, en 1782, Mary Proby, fille de Baptist Proby, 7e doyen de Lichfield et Mary Russel. Mary est la nièce de John Proby (1er baron Carysfort) et sœur du révérend. Charles Proby.
Les quatre fils légitimes de François sont tous décédés avant lui, comme l'a prédit le prophète Brahan. Il a :
- William Frederick Mackenzie (mort jeune)
- George Leveson Boucherat Mackenzie (mort jeune)
- William Frédéric Mackenzie (mort en 1814), député de Ross-shire
- Francis John Mackenzie, aspirant, RN (mort célibataire en 1813)
- Mary Elizabeth Frederica Mackenzie (en), héritière de son père, (mariée à l'amiral Samuel Hood, remariée à James Alexander Stewart de Glasserton).
- Frances Catherine Mackenzie, dsp
- Caroline Elizabeth Mackenzie (tuée accidentellement célibataire)
- Charlotte Elizabeth Mackenzie (décédée célibataire)
- Augusta Anne Mackenzie (mort célibataire en 1856) enterrée au cimetière de Dean
- Helen Anne Mackenzie (épouse Joshua Henry Mackenzie, Lord Mackenzie) (enterrée à Greyfriars Kirkyard )

## Sources
- Alexander Mackenzie, History of the Mackenzies, Inverness, A & W Mackenzie, 1894 (lire en ligne)
- Sidney Lee (éd), Dictionary of National Biography (1891), Londres, Smith, Elder & Co